# Jan Petersilge
Johann Petersilge (ur. 19 września 1830 w Dreźnie, zm. 22 lutego 1905 w Łodzi) – drukarz i wydawca prasy. Założyciel pierwszej łódzkiej gazety, Lodzer Zeitung.

## Życiorys
Urodził się w Dreźnie w rodzinie pochodzącej z hiszpańskiej emigracji. Jego przodkowie nosili nazwisko Silge, handlowali winem. Podróżując w interesach, związali się z niemiecką reformacją i w obawie przed inkwizycją uciekli ze swej katolickiej ojczyzny. W Niemczech przyjęli nazwisko: Petersilge, stało się tak przez pomyłkę, kiedy urzędnik zapisując nazwisko uchodźców połączył je z imieniem seniora rodu – Pedro.
Ojciec Jana, z zawodu złotnik, osiadł w 1837 z rodziną w Warszawie i tam otworzył swój zakład. Jan jednak nie poszedł w ślady ojca – jeszcze w Warszawie wyuczył się zawodu drukarza i w 1859 przybył do Łodzi, z którą odtąd związał swoje życie. Karierę wydawniczą rozpoczął skromnie – przybywszy do Łodzi, otworzył wraz z Józefem Czaczkowskim zakład litograficzny. Niebawem usamodzielnił się i poszerzył działalność, zajmując się także drukarstwem.
2 grudnia 1863 ukazał się pierwszy numer dwujęzycznego, polsko-niemieckiego czasopisma Łódzkie Ogłoszenia – Łodźer Anzeiger, którego redakcja mieściła się przy ulicy Piotrkowskiej 11. W 1865 gazeta zmieniła tytuł na Lodzer Zeitung i stała się czasopismem wyłącznie niemieckim. W 1877 Petersilge sprowadził pierwszą drukarską maszynę cylindryczną. W 1885 roku zakład drukarza spłonął wraz z całym wyposażeniem, więc Petersilge korzystał z maszyn drukarni „Dziennika Łódzkiego” – czasopisma wyrosłego z dodatku do „Lodzer Zeitung”. W latach 1893–1896 wybudował nową siedzibę wydawnictwa przy ulicy Piotrkowskiej 86 (tzw. kamienica pod Gutenbergiem), gdzie skupione zostały wszystkie działy firmy.
Jan Petersilge dzięki wkładowi w łódzkie drukarstwo i wydawnictwo prasy, a także przez to, że wielu wybitnych łódzkich wydawców wyszło z jego szkoły, został uznany za „ojca łódzkiej prasy”. Zmarł w wieku 75 lat. Spoczął na Starym Cmentarzu Ewangelicko-Augsburskim przy ul. Ogrodowej w Łodzi.